# Назмутдіново
Назмутді́ново (рос. Назмутдиново, башк. Нәжметдин) — присілок у складі Аургазинського району Башкортостану, Росія. Входить до складу Степановської сільської ради.
Населення — 54 особи (2010; 63 в 2002).
Національний склад:
- башкири — 94%